# Пргомеље (Пакрац)
Пргомеље су насељено место у саставу града Пакраца, у западној Славонији, Република Хрватска.

## Становништво
На попису становништва 2011. године, Пргомеље су имале 1 становника.
| Националност       | 1991.     |
| Срби               | 65 (100%) |
| Хрвати             | 0         |
| Југословени        | 0         |
| остали и непознато | 0         |
| Укупно             | 65        |